# 622467 Ignes
622467 Ignes este o planetă minoră (asteroid) din centura de asteroizi. A fost descoperită pe 20 iulie 2012 la  de . 
Obiectul prezintă o orbită caracterizată de o semiaxă mare de 3,1193326575673 UAi, o excentricitate de 0,21294276473972, o înclinație de 7,0478392909986 ° în raport cu ecliptica.